# 李隆 (清朝)
李隆，福建人，清朝军事人物。

## 生平
李隆於1783年（乾隆48年）以本標中營游擊職位奉旨代理隋光德，於台灣地區擔任台灣水師協副將。而隸屬台灣鎮之下的此官職是台灣清治時期的這階段，全台灣的海防軍事層級最高武將，其統帥三標水營，數千名水師兵勇。